# Диброва (Яструбинский сельский совет)
Дибро́ва (укр. Діброва; до 2016 г. Фру́нзенка) — село, Яструбинский сельский совет, Сумский район, Сумская область, Украина.
Код КОАТУУ — 5924789805. Население по переписи 2001 года составляло 68 человек.

## Географическое положение
Село Диброва находится на берегу реки Крыга,
выше по течению на расстоянии в 1,5 км расположено село Бондаревщина,
ниже по течению на расстоянии в 2,5 км расположено село Речки (Белопольский район).
По селу протекает пересыхающий ручей с запрудой.